# Lepidagathis mendax
Lepidagathis mendax är en akantusväxtart som beskrevs av Raymond Benoist. Lepidagathis mendax ingår i släktet Lepidagathis och familjen akantusväxter. Inga underarter finns listade i Catalogue of Life.